# Monolito conmemorativo de la batalla de Concón
El monolito conmemorativo de la batalla de Concón es un monumento ubicado en el costado sur del Camino Internacional, en el sector de Villa Independencia, en la comuna de Concón, Región de Valparaíso, Chile. Fue erigido como recuerdo de los caídos en la batalla de Concón, la cual se desarrolló el 21 de agosto de 1891, en el marco de la guerra civil de ese año. Fue declarado monumento nacional de Chile, en la categoría de monumento histórico, mediante el Decreto Exento n.º 320, del 14 de octubre de 1999.

## Historia
el monolito original fue erigido en por Victoria Subercaseaux viuda de Vicuña en su fundo de Santa Rosa de Colmo, Quintero, en la ribera norte del río Aconcagua, en el lugar exacto donde se libró la primera batalla en Quintero y fue inaugurado el 8 de mayo de 1892,
En 1988 fue sacado de su lugar original de la comuna de Quintero sin autorización y en desacuerdo con la comunidad de Colmo, en el proceso se quebró el mármol del monumento y desapareció, por lo que tuvo que ser reemplazado por una réplica a orillas de la carretera en la comuna de Con Con, la cual no mantuvo la leyenda escrita en origen: "Al heroico soldado a los valientes mártires del Aconcagua"  siendo también reemplazada.